# Udmurtische Grammatik
Dieser Artikel befasst sich mit der Grammatik der udmurtischen Sprache.

## Pronomen
Die Pronomen im Udmurtischen werden auf dieselbe Art flektiert wie Nomen. Jedoch werden Pronomen nur in den grammatischen Fällen und nicht in den lokativen Kasus flektiert.

### Personalpronomen
Genau wie im Englischen werden Personalpronomen benutzt, um auf Menschen zu referieren. Jedoch kann die 3. Person Singular auf „es“ verweisen. Udmurtische Personalpronomen können nur in den grammatischen und approximalen Fällen flektiert werden.
| Personalpronomen | Personalpronomen |
| Udmurt           | Deutsch          |
| Singular         | Singular         |
| ---------------- | ---------------- |
| мон (mon)        | ich              |
| тон (ton)        | du               |
| со (so)          | er / sie / es    |
| Plural           |                  |
| ми (mi)          | wir              |
| тӥ (ti)          | ihr              |
| соос (soos)      | sie              |

### Reflexivpronomen
Auch die Reflexivpronomen können nur in den grammatischen und approximalen Kasus flektiert werden.
| Reflexivpronomen  | Reflexivpronomen                 |
| Udmurt            | Deutsch                          |
| Singular          | Singular                         |
| ----------------- | -------------------------------- |
| аслам (aslam)     | mich selber                      |
| аслад (aslad)     | dich selber                      |
| аслаз (aslaz)     | sie selbst/ er selbst/ es selbst |
| Plural            |                                  |
| асьмеос (as'meos) | wir uns selber                   |
| асьтэос (as'teos) | ihr euch selber                  |
| асьсэос (as'sos)  | sie sich selbst                  |

### Interrogativpronomen
Interrogativpronomen werden in allen Fällen flektiert. Das unanimierte Interrogativpronomen „was“ hat im Lokativ die Form кыт-.
| Interrogativpronomen (Nominativ) | Interrogativpronomen (Nominativ) |
| Udmurt                           | Deutsch                          |
| Singular                         | Singular                         |
| -------------------------------- | -------------------------------- |
| ма (ma)                          | was                              |
| кин (kin)                        | wer                              |
| Plural                           |                                  |
| маос (maos)                      | was                              |
| кинъëс (ki'nos)                  | wer                              |

| Fragepronomen | Fragepronomen     | Fragepronomen  | Fragepronomen        | Fragepronomen      |
| Kasus         | кин- (kin-)       | Deutsch        | ма-/кыт- (ma-/kyt-)  | Deutsch            |
| ------------- | ----------------- | -------------- | -------------------- | ------------------ |
| Nominativ     | кин (kin)         | wer            | ма (ma)              | was                |
| Akkusativ     | кинэ (kine)       | wem            | мае (maye)           | was                |
| Genitiv       | кинлэн (kinlen)   | wessen         | малэн (malen)        | von was            |
| Ablativ       | кинлэсь (kinles') | von wem        | малэсь (males')      | von was            |
| Dativ         | кинлы (kinly)     | zu wem         | малы (maly)          | wozu               |
| Instructiv    | кинэн (kinen)     | mit wem        | маин (manen)         | womit              |
| Abessiv       | кинтэк (kintek)   | ohne wen       | матэк (matek)        | ohne was           |
| Adverbial     | кинъя (kin'ya)    | auf welche Art | мая (maya)           | in welcher Weise   |
| Inessiv       | –                 | –              | кытын (kyntyn)       | wo                 |
| Illativ       | –                 | –              | кытчы (kytchy)       | wohin              |
| Elativ        | –                 | –              | кытысь (kytysh)      | woher              |
| Egressiv      | –                 | –              | кытысен (kytysen)    | beginnt wo         |
| Terminativ    | –                 | –              | кытчыозь (kytchyoz') | endet wo           |
| Prolativ      | –                 | –              | кытӥ (kyti)          | wo entlang         |
| Approximativ  | кинлань (kinlan') | zu wem         | малань (malan')      | in welche Richtung |

## Nomen
Im Udmurtischen gibt es keine Geschlechterunterscheidung der Nomen.

### Kasus
Udmurtisch besitzt 15 Fälle. Davon sind acht grammatisch und sieben sind lokativ. Ein Wort, das im Lokativ steht, modifiziert das Verb im Satz und nicht zwangsläufig das Nomen. Der lokative Fall kann bloß mit leblosen Referenten, mit Ausnahme der approximativen Fälle, benutzt werden.
| Udmurtischer Kasus | Udmurtischer Kasus  | Udmurtischer Kasus |
| Fall               | Suffix              | Beispiel (Dorf)    |
| grammatisch        | grammatisch         | grammatisch        |
| ------------------ | ------------------- | ------------------ |
| Nominativ          | -                   | gurt               |
| Genitiv            | -len                | gurtlen            |
| Akkusativ          | -ez/-yez/-ty/-yz    | gurtez             |
| Ablativ            | -les'               | gurtles'           |
| Dativ              | -ly                 | gurtly             |
| Instrumental       | -en/-yen/-yn        | gurten             |
| Abessiv            | -tek                | gurttek            |
| Adverbial          | -ya                 | gurt'ya            |
| lokativ            |                     |                    |
| Inessiv            | -yn                 | gurtyn             |
| Illativ            | -e/ye/-y            | gurtye             |
| Elativ             | -ys'                | gurtys'            |
| Egressiv           | -ysen               | gurtysen           |
| Terminativ         | -oz'                | gurtoz'            |
| Prolativ           | -eti/-yeti/-yti/-ti | gurteti            |
| Approximativ       | -lan'               | gurtlan'           |

Udmurtische Kasusendungen fügen sich direkt an die Nomen an, Ausnahmen sind wenige Lexeme uralischen Ursprungs. Diese Lexeme verändern den Wortstamm, wenn sie im lokativen Kasus auftreten, dessen Suffix mit einem Vokal beginnt.
| Beispiele von Lexemen mit verändertem Wortstamm | Beispiele von Lexemen mit verändertem Wortstamm | Beispiele von Lexemen mit verändertem Wortstamm | Beispiele von Lexemen mit verändertem Wortstamm |
| Lexem                                           | Wortstamm                                       | Inessiv                                         | Originale Stammform                             |
| ----------------------------------------------- | ----------------------------------------------- | ----------------------------------------------- | ----------------------------------------------- |
| sin                                             | sinm-                                           | sinmyn                                          | *-lm- → *-nm-                                   |
| in                                              | inm-                                            | inmyn                                           | *-lm- → *-nm-                                   |
| kus                                             | kusk-                                           | kuskyn                                          | *-sk-                                           |
| nyules                                          | nyulesk-                                        | nyuleskyn                                       | *-sk-                                           |
| kyk                                             | kykt-                                           | kykteti                                         | *-kt-                                           |

Personalpronomen haben Unregelmäßigkeiten im Vergleich zu Deklinationen anderer Nomen.
| Deklination udmurtischer Personalpronomen | Deklination udmurtischer Personalpronomen | Deklination udmurtischer Personalpronomen | Deklination udmurtischer Personalpronomen | Deklination udmurtischer Personalpronomen | Deklination udmurtischer Personalpronomen | Deklination udmurtischer Personalpronomen |
| Fall                                      | 1. Pers. Sing.                            | 2. Pers. Sing.                            | 3. Pers. Sing.                            | 1. Pers. Pl.                              | 2. Pers. Pl.                              | 3. Pers. Pl.                              |
| ----------------------------------------- | ----------------------------------------- | ----------------------------------------- | ----------------------------------------- | ----------------------------------------- | ----------------------------------------- | ----------------------------------------- |
| Nominativ                                 | mon                                       | ton                                       | so                                        | mi                                        | ti                                        | soos                                      |
| Genitiv                                   | mynam                                     | tynad                                     | solen                                     | milyam                                    | tilyad                                    | sooslen                                   |
| Akkusativ                                 | mone                                      | tone                                      | soe                                       | milemyz ~ milemdy                         | tiledyz ~ tileddy                         | soosyz ~ soosty                           |
| Ablativ                                   | mynes'tym                                 | tynes'tyd                                 | soles'                                    | myles'tym                                 | tyles'tyd                                 | soosles'                                  |
| Dativ                                     | mynym                                     | tynyd                                     | soly                                      | milem                                     | tiled                                     | soosly                                    |
| Instrumental                              | monen ~ monennym                          | tonen ~ tonenyd                           | soin                                      | milemyn ~ milenymy                        | tiledyn ~ tilenydy                        | soosyn                                    |
| Abessiv                                   | montek                                    | tontek                                    | sotek                                     | mitek                                     | titek                                     | soostek                                   |
| Adverbial                                 | mon'ya                                    | ton'ya                                    | soya                                      | miya                                      | tiya                                      | soos'ya                                   |
| Approximativ                              | monlan'                                   | tonlan'                                   | solan'                                    | milan'                                    | tilan'                                    | sooPslan'                                 |

### Plural
Es gibt zwei Arten des nominalen Plurals im Udmurtischen: zum einen den Plural für Nomen (-ос/-ëс) und zum anderen den Plural für Adjektive (-эсь/-есь).

#### Nominaler Plural
Der Plural wird immer am Nomen ausgedrückt, demgemäß wird er an einem attributiv verwendeten Adjektiv nicht markiert.
| Attributiver Plural | Attributiver Plural   | Attributiver Plural     |
| Udmurtisch          | Englisch              | Deutsch                 |
| ------------------- | --------------------- | ----------------------- |
| чебер(есь) нылъëс   | (the) beautiful girls | (die) schöne(n) Mädchen |

Der Pluralmarker steht immer vor anderen Endungen.
| Morphologische Reihenfolge | Morphologische Reihenfolge | Morphologische Reihenfolge |
| Udmurtisch                 | Englisch                   | Deutsch                    |
| -------------------------- | -------------------------- | -------------------------- |
| нылъëслы                   | to the girls               | zu den Mädchen             |
| гуртъëсазы                 | to/in their villages       | zu ihren Dörfern           |

#### Prädikativer Plural
Falls das Subjekt im Plural steht, ist auch das Adjektiv stets im Plural, sobald es als Prädikat des Satzes fungiert.
| Attributiver Plural | Attributiver Plural     | Attributiver Plural    |
| Udmurtisch          | Englisch                | Deutsch                |
| ------------------- | ----------------------- | ---------------------- |
| нылъëс чебересь     | the girls are beautiful | die Mädchen sind schön |
| толъёс кузесь       | the winters are cold    | die Winter sind kalt   |

#### Nachfolgende Numerale
Nomen stehen gewöhnlich im Singular, wenn sie vor einer Kardinalzahl stehen. Aber wenn das Subjekt im Plural steht, muss das prädikative Verb mit ihm kongruieren.
| Udmurtisch                                                   | Englisch                                           | Deutsch                                |
| ------------------------------------------------------------ | -------------------------------------------------- | -------------------------------------- |
| Та гуртын витьтон куать корка                                | There are fifty-six houses in this village         | Es gibt sechsundfünfzig Häuser im Dorf |
| Аудиториын дас студент пуке ~ Аудиториын дас студентъëс пуко | There are ten students sitting in the lecture hall | Es sitzen zehn Studenten im Auditorium |

### Possessive Suffixe

#### Nominale possessive Suffixe
Im Udmurtischen sind possessive Suffixe am Ende der Nomen angeheftet, sowohl vor als auch nach der Kasusendung. Die possessiven Suffixe variieren im Nominativ, Akkusativ und in der Kasusendung.
| Nominale possessive Suffixe | Nominale possessive Suffixe | Nominale possessive Suffixe | Nominale possessive Suffixe |
| Suffixendung                | Udmurtisch                  | Englisch                    | Deutsch                     |
| --------------------------- | --------------------------- | --------------------------- | --------------------------- |
| -е/-э                       | эше                         | my friend                   | mein Freund                 |
| -ед/-эд                     | эшед                        | your friend                 | dein Freund                 |
| -ез/-эз                     | эшез                        | his/her friend              | sein/ihr Freund             |
| -мы                         | эшмы                        | our friend                  | unser Freund                |
| -ды/-ты                     | эшты                        | your (pl) friend            | euer Freund                 |
| -зы/-сы                     | эшсы                        | their friend                | ihr (pl) Freund             |

Bestimmte Lexeme haben ihren Ursprung aus dem Finno-Ugrischen. Sie enthalten den Vokal -ы- in der 1., 2. und 3. Person Singular im nominativen possessiven Suffix.
| Nominative possessive Suffixe | Nominative possessive Suffixe | Nominative possessive Suffixe | Nominative possessive Suffixe | Nominative possessive Suffixe |
| Suffixendung                  | Udmurtisch                    | Finnisches Äquivalent         | Englisch                      | Deutsch                       |
| ----------------------------- | ----------------------------- | ----------------------------- | ----------------------------- | ----------------------------- |
| -ы                            | киы                           | käteni                        | my hand                       | meine Hand                    |
| -ыд                           | киыд                          | kätesi                        | your hand                     | deine Hand                    |
| -ыз                           | киыз                          | kätensä                       | his/her hand                  | seine/ihre Hand               |

#### Akkusative possessive Suffixe
In der folgenden Tabelle werden akkusative possessive Suffixe dargestellt. Der Konsonant der 2. und 3. Person Singular und Plural ist abhängig davon, ob das letzte Phonem des Wortes stimmhaft oder stimmlos ist.
| Akkusative possessive Suffixe | Akkusative possessive Suffixe | Akkusative possessive Suffixe | Akkusative possessive Suffixe |
| Suffixendung                  | Udmurtisch                    | Englisch                      | Deutsch                       |
| ----------------------------- | ----------------------------- | ----------------------------- | ----------------------------- |
| -ме                           | эшме                          | my friend                     | mein Freund                   |
| -тэ/-дэ                       | эштэ                          | your friend                   | dein Freund                   |
| -сэ/-зэ                       | эшсэ                          | his/her friend                | sein/ihr Freund               |
| -мес                          | эшмес                         | our friend                    | unser Freund                  |
| -дэс/-тэс                     | эштэс                         | your (pl) friend              | euer Freund                   |
| -зэс/-сэс                     | эшсэс                         | their friend                  | ihr (pl) Freund               |

#### Possessive Suffixe mit Kasusendung (Singular)
Die morphologische Platzierung des possessiven Suffixes mit anderen Endungen ist abhängig vom Kasus. Possessive Suffixe sind identisch mit normativen Suffixen, aber auch mit dem Genitiv, Ablativ, Dativ, Abessiv, Adverbial und Approximativ.
| Possessive Suffixe mit Kasusendung | Possessive Suffixe mit Kasusendung | Possessive Suffixe mit Kasusendung | Possessive Suffixe mit Kasusendung |
| Kasus                              | Udmurtisch                         | Englisch                           | Deutsch                            |
| ---------------------------------- | ---------------------------------- | ---------------------------------- | ---------------------------------- |
| Nominativ                          | гуртэ                              | my village                         | mein Dorf                          |
| Genitiv                            | гуртэлэн                           | my village's/of my village         | meines Dorfes                      |
| Ablativ                            | гуртэлэсь                          | from my village                    | von meinem Dorf                    |
| Dativ                              | гуртэлы                            | for my village                     | für mein Dorf                      |
| Abessiv                            | гуртэтэк                           | without my village                 | ohne mein Dorf                     |
| Adverbial                          | гуртэя                             | across my village                  | durch mein Dorf                    |
| Approximativ                       | гуртэлань                          | towards my village                 | zu meinem Dorf                     |

Das possessive Suffix steht im Instrumental, Inessiv, Illativ, Elativ, Egressiv, Terminativ und Prolativ hinten und sein Vokal reduziert sich zu ы in der 1., 2. und 3. Person Singular. In der 1. Person Singular fügt man ein м an. Wird ein possessives Suffix angefügt, ändern sich die Formen des Inessivs und Illativs zu einem -а- und des Elativs zu einem -ысьт-. Wenn der Inessiv, Illativ, Terminativ und Prolativ mit einem Vokal endet, so bleibt das Morphem ы aus.
| Possessive Suffixe mit Kasusendung | Possessive Suffixe mit Kasusendung | Possessive Suffixe mit Kasusendung | Possessive Suffixe mit Kasusendung | Possessive Suffixe mit Kasusendung | Possessive Suffixe mit Kasusendung | Possessive Suffixe mit Kasusendung | Possessive Suffixe mit Kasusendung |
| Person                             | Instrumental                       | Inessiv                            | Illativ                            | Elativ                             | Egressiv                           | Terminativ                         | Prolativ                           |
| Singular                           | Singular                           | Singular                           | Singular                           | Singular                           | Singular                           | Singular                           | Singular                           |
| ---------------------------------- | ---------------------------------- | ---------------------------------- | ---------------------------------- | ---------------------------------- | ---------------------------------- | ---------------------------------- | ---------------------------------- |
| 1.                                 | гуртэным                           | гуртам                             | гуртам                             | гуртысьтым                         | гуртысеным                         | гуртозям                           | гуртэтӥм                           |
| 2.                                 | гуртэныд                           | гуртад                             | гуртад                             | гуртысьтыд                         | гуртысеныд                         | гуртозяд                           | гуртэтӥд                           |
| 3.                                 | гуртэныз                           | гуртаз                             | гуртаз                             | гуртысьтыз                         | гуртысеныз                         | гуртозяз                           | гуртэтӥз                           |
| Plural                             |                                    |                                    |                                    |                                    |                                    |                                    |                                    |
| 1.                                 | гуртэнымы                          | гуртамы                            | гуртамы                            | гуртысьтымы                        | гуртысенымы                        | гуртозямы                          | гуртэтӥмы                          |
| 2.                                 | гуртэныды                          | гуртады                            | гуртады                            | гуртысьтыды                        | гуртысеныды                        | гуртозяды                          | гуртэтӥды                          |
| 3.                                 | гуртэнызы                          | гуртазы                            | гуртазы                            | гуртысьтызы                        | гуртысенызы                        | гуртозязы                          | гуртэтӥзы                          |

#### Possessive Suffixe mit Kasusendung (Plural)
Im Singular gehen die possessiven Suffixe voran im Genitiv, Ablativ, Dativ, Abessiv, Adverbial und Approximativ. Die Vokale in der 1., 2. und 3. Person Singular reduzieren sich zu ы.
| Possessive suffixe mit Kasusendung | Possessive suffixe mit Kasusendung | Possessive suffixe mit Kasusendung | Possessive suffixe mit Kasusendung |
| Kasus                              | Udmurtisch (1. Pers. Sing.)        | Englisch                           | Deutsch                            |
| ---------------------------------- | ---------------------------------- | ---------------------------------- | ---------------------------------- |
| Nominativ                          | гуртъëсы                           | my villages                        | meine Dörfer                       |
| Genitiv                            | гуртъëсылэн                        | my villages'/of my villages        | meiner Dörfer                      |
| Ablativ                            | гуртъëсылэсь                       | from my villages                   | von meinen Dörfern                 |
| Dativ                              | гуртъëсылы                         | for my villages                    | für meine Dörfer                   |
| Abessiv                            | гуртъëсытэк                        | without my villages                | ohne meine Dörfer                  |
| Adverbial                          | гуртъëсыя                          | across my villages                 | durch meine Dörfer                 |
| Approximativ                       | гуртъëсылань                       | towards my villages                | zu meinen Dörfern                  |

Genauso wie im Singular stehen die possessiven Suffixe im Instrumental, Inessiv, Elativ, Egressiv, Terminativ und Prolativ nach. Die Suffixformen folgen dabei der Struktur wie im Singular. Im Plural gibt es dieselben Ausnahmen wie im Singular: Im Instrumental wird э/е zu ы reduziert.
| Possessive Suffixe mit Kasusendung | Possessive Suffixe mit Kasusendung | Possessive Suffixe mit Kasusendung | Possessive Suffixe mit Kasusendung |
| Kasus                              | Udmurtisch (1. Pers. Sing.)        | Englisch                           | Deutsch                            |
| ---------------------------------- | ---------------------------------- | ---------------------------------- | ---------------------------------- |
| Instrumental                       | гуртъëсыным                        | by means of my villages            | durch meine Dörfer                 |
| Inessiv                            | гуртъëсам                          | in my villages                     | in meinen Dörfern                  |
| Illativ                            | гуртъëсам                          | to my villages                     | zu meinen Dörfern                  |
| Elativ                             | гуртъëсысьтым                      | from my villages                   | von meinen Dörfern                 |
| Egressiv                           | гуртъëсысеным                      | starting from my villages          | ausgehend von meinen Dörfern       |
| Terminativ                         | гуртъëсозям                        | ending up at my villages           | schließlich in meinen Dörfern      |
| Prolativ                           | гуртъëстӥм                         | along my villages                  | entlang meiner Dörfer              |

Manche Wörter können als Nomen, Adjektiv und auch Adverbien gebraucht werden, ohne dass sie die Form ändern. In der 3. Person Singular kann das possessive Suffix auch als definiter Artikel fungieren.

## Adjektive
In Nominalphrasen des Udmurtischen gibt es keine Kongruenz zwischen Adjektiven und Nomen. Aber es gibt eine Tendenz dazu, dass Adjektive einen Pluralmarker besitzen, wenn das Nomen im Plural steht.

### Determinativ
Udmurtisch besitzt ein betontes determinatives Suffix, dessen Funktion es ist, den Schwerpunkt auf die Merkmale des Referenten zu legen und ihn gegenüber einer Gruppe anderer ähnlicher Referenten zu definieren und davon zu trennen. In der 3. Person Singular fungiert das possessive Suffix -ез/-эз und -из und im Plural das possessive Suffix -ыз als determinatives Suffix.
| Determinative Suffixe | Determinative Suffixe  | Determinative Suffixe | Determinative Suffixe  | Determinative Suffixe      | Determinative Suffixe               |                                     |
| Kasus                 | neutral                | Englisch              | Deutsch                | determinativ               | Englisch                            | Deutsch                             |
| Singular              | Singular               | Singular              | Singular               | Singular                   | Singular                            |                                     |
| --------------------- | ---------------------- | --------------------- | ---------------------- | -------------------------- | ----------------------------------- | ----------------------------------- |
| Nominativ             | бадӟым гурт            | (a) big village       | (ein) großes Dorf      | бадӟымез гурт              | (specifically) a big village        | (speziell) ein großes Dorf          |
| Inessiv               | бадӟым гуртын          | in a big village      | in einem großen Dorf   | бадӟымаз гуртын            | in the (specifically) big village   | in dem (speziellen) großen Dorf     |
| Illativ               | бадӟым гуртэ           | to a big village      | zu einem großen Dorf   | бадӟымаз гуртэ             | to the (specifically) big village   | zu dem (speziellen) großen Dorf     |
| Elativ                | бадӟым гуртысь         | from a big village    | von einem großen Dorf  | бадӟымысьтыз гуртысь       | from the (specifically) big village | von dem (speziellen) großen Dorf    |
| Plural                |                        |                       |                        |                            |                                     |                                     |
| Nominativ             | бадӟым(есь) гуртъëс    | (the) big villages    | (die) großen Dörfer    | бадӟымъëсыз гуртъëс        | the (specifically) big villages     | die (speziellen) großen Dörfer      |
| Inessiv               | бадӟым(есь) гуртъëсын  | in the big villages   | in den großen Dörfern  | s бадӟымъëсаз гуртъëсын    | in the (specifically) big villages  | in den (speziellen) großen Dörfern  |
| Illativ               | бадӟым(есь) гуртъëсы   | to the big villages   | zu den großen Dörfern  | бадӟымъëсаз гуртъëсы       | to the (specifically) big villages  | zu den (speziellen) großen Dörfern  |
| Elativ                | бадӟым(есь) гуртъëсысь | from a big village    | von den großen Dörfern | бадӟымъëсысьтыз гуртъëсысь | from the (specifically) big village | von den (speziellen) großen Dörfern |

### Komparativ
Komparative werden verwendet, wenn zwei Referenten miteinander verglichen werden, ohne dass zwangsläufig zum Ausdruck kommt, was verglichen wird. Im Udmurtischen ist das komparative Suffix das -гес. Das Subjekt, das verglichen werden soll, kann im Ablativ stehen oder mit der Postposition сярысь gebildet werden.
| Komparativ                                           | Komparativ                   | Komparativ                        |
| Udmurtisch                                           | Englisch                     | Deutsch                           |
| ---------------------------------------------------- | ---------------------------- | --------------------------------- |
| Скал ыжлэсь бадӟым(гес) ~ Скал ыж сярысь бадӟым(гес) | A cow is larger than a sheep | Eine Kuh ist größer als ein Schaf |

### Superlativ
Im Udmurtischen gibt es kein Suffix, das den Superlativ ausdrückt. Jedoch wird es mit dem russischen Partikel самой oder den indefiniten Ausdrücken ваньмызлэсь, котькинлэсь oder котьмалэсь gebildet.
| Superlativ                                            | Superlativ             | Superlativ             |
| Udmurtisch                                            | Englisch               | Deutsch                |
| ----------------------------------------------------- | ---------------------- | ---------------------- |
| самой ~ ваньмызлэсь ~ котькинлэсь ~ котьмалэсь бадӟым | biggest (of them all)  | größtes (von allen)    |
| самой ~ ваньмызлэсь ~ котькинлэсь ~ котьмалэсь выль   | newest (of them all)   | neuestes (von allen)   |
| самой ~ ваньмызлэсь ~ котькинлэсь ~ котьмалэсь дун    | cleanest (of them all) | sauberstes (von allen) |

## Postpositionen
Im Udmurtischen werden häufiger Postpositionen als Präpositionen verwendet. Eine Vielzahl von Wortstämmen der udmurtischen Postpositionen haben eine lokative Bedeutung und können den lokalen Kasus konjugieren. Aber nicht alle der sieben lokativen Fälle können zu der Paradigmenkonjugation führen. Das Paradigma besteht meistens aus dem Inessiv, Elativ oder Illativ.
| Postpositionen | Postpositionen     | Postpositionen    | Postpositionen |
| Wordstamm      | Beispiel (Inessiv) | Englisch          | Deutsch        |
| -------------- | ------------------ | ----------------- | -------------- |
| азь            | азьын              | in front of       | vor            |
| выл            | вылын              | on top of         | auf            |
| дор            | дорын              | next to, at       | neben          |
| бӧрсьы         | бӧрсьыын           | in back of/behind | hinter         |
| пум            | пумын              | at the end of     | am Ende von    |
| ул             | улын               | under             | unter          |

Im Illativ gibt es die Variation zwischen -э/-е und -ы. Die illative Form der Postposition пал 'side' ist пала 'to the side of' (zur Seite von).
| Postpositionen | Postpositionen     | Postpositionen   | Postpositionen   |
| Wordstamm      | Beispiel (Illativ) | Englisch         | Deutsch          |
| -э/-е          | -э/-е              | -э/-е            | -э/-е            |
| -------------- | ------------------ | ---------------- | ---------------- |
| азь            | азе                | to the front of  | vor              |
| выл            | вылэ               | to the top of    | auf              |
| пум            | пуме               | to the end of    | bis zum Ende von |
| ул             | улыэ               | under            | unter            |
| -ы             |                    |                  |                  |
| дор            | доры               | next to, at      | neben            |
| шор            | шоры               | to the centre of | inmitten von     |
| сьӧр           | сьӧры              | to the behind of | zum Hinteren von |
| вис(к-)        | вискы              | between          | zwischen         |

Es gibt auch eine kleine Gruppe von nicht-flektierenden Postpositionen zusätzlich zu denen, die in den lokativen Fällen flektieren.
| Postposition | Englisch                     | Deutsch           |
| ------------ | ---------------------------- | ----------------- |
| артэ         | next to                      | neben             |
| бере         | after                        | nach              |
| быдэ         | all, each                    | alle, jede        |
| валче        | together; because of, due to | wegen             |
| дыръя        | during                       | während           |
| кузя         | along                        | entlang           |
| сямен        | in the way of/ -wise         | auf die Weise von |
| сярысь       | about                        | über              |
| ӵоже         | within                       | innerhalb         |
| ӵош          | together                     | zusammen          |

Die meisten Nomen in udmurtischen Postpositionen sind im Nominativ gebeugt, aber es gibt auch ein paar Postpositionen, die das Nomen im Dativ, Ablativ oder Instrumental beugen.
| Beispiel         | Englisch               | Deutsch               |
| Nominativ        | Nominativ              | Nominativ             |
| ---------------- | ---------------------- | --------------------- |
| ӝок вылын        | on top of a/the table  | auf einem/dem Tisch   |
| писпу сьӧрысь    | from behind a/the tree | hinter einem/dem Baum |
| анай сярысь      | about (a) mother       | über (eine) Mutter    |
| университет бере | after university       | nach der Universität  |
| тон понна        | because of you         | wegen dir             |
| Dativ            |                        |                       |
| арлы быдэ        | every year             | jedes Jahr            |
| тӧллы пумит      | against the wind       | gegen den Wind        |
| Ablativ          |                        |                       |
| талэсь азьло     | before this            | vor dem               |
| Instrumental     |                        |                       |
| анаен ӵош        | with mother            | mit Mutter            |
| соин валче       | because of it          | deswegen              |
| монэн артэ       | next to me             | neben mir             |

## Verben
Die Verben des Udmurtischen lassen sich in zwei Gruppen oder zwei Konjugationen unterteilen. Beide besitzen den Infitivmarker -ны. Das Verb der Konjugation I enthält "ы" wie in мыныны. Verben der Konjugation II enthalten ein -а- in den Infinitiven, wie in ужаны. Das Verb der Konjugation I kann zwei Stämme haben: einen vollständigen Stamm wie in мыны- und einen kurzen Stamm wie in мын-.

### Person und Numerus
Person und Numerus können im Udmurtischen morphologisch nicht immer eindeutig getrennt werden. Die Suffixe sind meist in allen Tempora und Modi (außer Imperativ) gleich.
| Personalsuffixe | Personalsuffixe | Personalsuffixe | Personalsuffixe |
| Person          | Suffix          |                 |                 |
| Singular        | Singular        | Singular        | Singular        |
| --------------- | --------------- | --------------- | --------------- |
| 1.P             | -Ø              |                 |                 |
| 2.P             | -д              |                 |                 |
| 3.P             | -з              |                 |                 |
| Plural          |                 |                 |                 |
| 1.P             | -мы             |                 |                 |
| 2.P             | -ды             |                 |                 |
| 3.P             | -зы             |                 |                 |

### Tempus
Das Udmurtische hat eine Vielzahl von Tempora, die entweder synthetisch oder analytisch gebildet werden.
| synthetisch gebildet | analytisch gebildet |
| -------------------- | ------------------- |
| Präsens              | Präteritum II       |
| Futur                | Präteritum III      |
| Präteritum           | Perfekt II          |
| Perfekt I            | Plusquamperfekt I   |
|                      | Plusquamperfekt II  |

#### Präsens
Das Präsens wird nicht nur für Handlungen und Vorgänge in der Gegenwart, sondern auch für solche in der unmittelbaren Zukunft verwendet. Das Präsens verfügt über ein eigenes Zeichen in der 1. und 2. Person SG/PL. Die 3. Person SG wird durch -э/-е (Konjugation I) markiert bzw. unmarkiert (Konjugation II). Die 3. Person Plural wird mit -о (Konjugation I) oder -ло (Konjugation II) markiert.
| Präsens  | Präsens                | Präsens     | Präsens                  | Präsens      |
| Person   | тодыны (Konjugation I) | Deutsch     | кырӟаны (Konjugation II) | Deutsch      |
| Singular | Singular               | Singular    | Singular                 | Singular     |
| -------- | ---------------------- | ----------- | ------------------------ | ------------ |
| 1.P      | тодӥсько               | ich weiß    | кырӟасько                | ich singe    |
| 2.P      | тодӥськод              | du weißt    | кырӟаськод               | du singst    |
| 3.P      | тодэ                   | er/sie weiß | кырӟа                    | er/sie singt |
| Plural   |                        |             |                          |              |
| 1.P      | тодӥськомы             | wir wissen  | кырӟаськомы              | wir singen   |
| 2.P      | тодӥськоды             | ihr wisst   | кырӟаськоды              | ihr singt    |
| 3.P      | тодо                   | sie wissen  | кырӟало                  | sie singen   |

Das negative Präsens Indikativ wird in der 1. und 2.P SG durch das Auxiliar „y-“ am Negationsverb und den Marker -(ӥ)ськы/-(и)ськы gekennzeichnet und in der 1. und 2.P PL durch -(ӥ)ське/-(и)ське am Hauptverb. Die 3.P SG wird entweder durch den gesamten Wortstamm (Konjugation I) markiert oder bleibt unmarkiert (Konjugation II). Die 3.P PL wird durch „-o“ (Konjugation I) oder -ло (Konjugation II) markiert.
Das Negationsverb hat in der 1. und 3.P SG und der 3.P PL die Endung „-r“. Die 2.P beider Numeri hat die Endung -д und die 1.P PL  -м.
| Präsens negativ | Präsens negativ        | Präsens negativ   | Präsens negativ          | Präsens negativ    |
| Person          | тодыны (Konjugation I) | Deutsch           | кырӟаны (Konjugation II) | Deutsch            |
| Singular        | Singular               | Singular          | Singular                 | Singular           |
| --------------- | ---------------------- | ----------------- | ------------------------ | ------------------ |
| 1.P             | уг тодӥськы            | ich weiß nicht    | уг кырӟаськы             | ich singe nicht    |
| 2.P             | уд тодӥськы            | du weißt nicht    | уд кырӟаськы             | du singst nicht    |
| 3.P             | уг тоды                | er/sie weiß nicht | уг кырӟа                 | er/sie singt nicht |
| Plural          |                        |                   |                          |                    |
| 1.P             | ум тодӥське            | wir wissen nicht  | ум кырӟаське             | wir singen nicht   |
| 2.P             | уд тодӥське            | ihr wisst nicht   | уд кырӟаське             | ihr singt nicht    |
| 3.P             | уг тодо                | sie wissen nicht  | уг кырӟало               | sie singen nicht   |

#### Futur
Das Futur wird im Udmurtischen mit -о- (Konjugation I) und -ло- (Konjugation II) markiert.
| Futur    | Futur                  | Futur              | Futur                    | Futur              |
| Person   | тодыны (Konjugation I) | Deutsch            | кырӟаны (Konjugation II) | Deutsch            |
| Singular | Singular               | Singular           | Singular                 | Singular           |
| -------- | ---------------------- | ------------------ | ------------------------ | ------------------ |
| 1st      | тодо                   | I werde wissen     | кырӟало                  | ich werde singen   |
| 2nd      | тодод                  | du wirst wissen    | кырӟалод                 | du wirst singen    |
| 3rd      | тодоз                  | er/sie wird wissen | кырӟалоз                 | er/sie wird singen |
| Plural   |                        |                    |                          |                    |
| 1st      | тодомы                 | wir werden wissen  | кырӟаломы                | wir werden singen  |
| 2nd      | тододы                 | ihr werdet wissen  | кырӟалоды                | ihr werdet singen  |
| 3rd      | тодозы                 | sie werden wissen  | кырӟалозы                | sie werden singen  |

Das negative Futur Indikativ wird im Singular durch das Auxiliar у- am Negationsverb und durch den Stamm vom Hauptverb gebildet. Der Plural wird in der Konjugation I mit -э/-е markiert und in der Konjugation II mit -лэ.
Das Negationsverb wird in der 1.P SG durch die Endung „-r“ gebildet. Die 3.P SG und PL werden durch die Endung -з gebildet. Die übrigen Formen sind identisch mit denen des Präsens.
| Futur negativ | Futur negativ          | Futur negativ            | Futur negativ            | Futur negativ            |
| Person        | тодыны (Konjugation I) | Deutsch                  | кырӟаны (Konjugation II) | Deutsch                  |
| Singular      | Singular               | Singular                 | Singular                 | Singular                 |
| ------------- | ---------------------- | ------------------------ | ------------------------ | ------------------------ |
| 1st           | уг тод(ы)              | ich werde nicht wissen   | уг кырӟа                 | ich werde nicht singen   |
| 2nd           | уд тод(ы)              | du wirst nicht wissen    | уд кырӟа                 | du wirst nicht singen    |
| 3rd           | уз тод(ы)              | er/sie wird nicht wissen | уз кырӟа                 | er/sie wird nicht singen |
| Plural        |                        |                          |                          |                          |
| 1st           | ум тодэ                | wir werden nicht wissen  | ум кырӟалэ               | wir werden nicht singen  |
| 2nd           | уд тодэ                | ihr werdet nicht wissen  | уд кырӟалэ               | ihr werdet nicht singen  |
| 3rd           | уз тодэ                | sie werden nicht wissen  | уз кырӟалэ               | sie werden nicht singen  |

#### Präteritum
Der Funktionsbereich der mit den konventionellen Begriffen Präteritum und Perfekt bezeichneten Tempora weicht von dem in den Grammatiken anderer Sprachen ab.

##### Präteritum I
Das Präteritum I kann mit dem simple past im Englischen verglichen werden. Es wird durch ӥ/и in der Konjugation I markiert. Außer in der 1.P SG, die mit й markiert wird, gibt es für die Konjugation II keinen Marker im Präteritum.
| Präteritum I | Präteritum I           | Präteritum I  | Präteritum I             | Präteritum I |
| Person       | тодыны (Konjugation I) | Deutsch       | кырӟаны (Konjugation II) | Deutsch      |
| Singular     | Singular               | Singular      | Singular                 | Singular     |
| ------------ | ---------------------- | ------------- | ------------------------ | ------------ |
| 1st          | тодӥ                   | ich wusste    | кырӟай                   | ich sang     |
| 2nd          | тодӥд                  | du wusstest   | кырӟад                   | du sangest   |
| 3rd          | тодӥз                  | er/sie wusste | кырӟаз                   | er/sie sang  |
| Plural       |                        |               |                          |              |
| 1st          | тодӥм(ы)               | wir wussten   | кырӟам(ы)                | wir sangen   |
| 2nd          | тодӥды                 | ihr wusste    | кырӟады                  | ihr sanget   |
| 3rd          | тодӥзы                 | sie wussten   | кырӟазы                  | sie sangen   |

Das negative Präteritum I wird im Singular durch das Auxiliar „-ö“ am Negationsverb und mit dem Stamm des Hauptverbs gebildet. Der Plural wird entweder mit -э/-е (Konjugation I) oder mit -лэ (Konjugation II) gebildet.
Das Negationsverb wird in der 1.P SG mit der Endung -й gebildet. Die 3.P SG/PL enthalten die Endung -з. Die übrigen Formen werden wie im Präsens negativ gebildet.
| Präteritum I negativ | Präteritum I negativ   | Präteritum I negativ | Präteritum I negativ     | Präteritum I negativ |
| Person               | тодыны (Konjugation I) | Deutsch              | кырӟаны (Konjugation II) | Deutsch              |
| Singular             | Singular               | Singular             | Singular                 | Singular             |
| -------------------- | ---------------------- | -------------------- | ------------------------ | -------------------- |
| 1st                  | ӧй тоды                | ich wusste nicht     | ӧй кырӟа                 | ich sang nicht       |
| 2nd                  | ӧд тоды                | du wusstest nicht    | ӧд кырӟа                 | du sangest nicht     |
| 3rd                  | ӧз тоды                | er/sie wusste nicht  | ӧз кырӟа                 | er/sie sang nicht    |
| Plural               |                        |                      |                          |                      |
| 1st                  | ӧм тодэ                | wir wussten nicht    | ӧм кырӟалэ               | wir sangen nicht     |
| 2nd                  | ӧд тодэ                | ihr wusstet nicht    | ӧд кырӟалэ               | ihr sanget nicht     |
| 3rd                  | ӧз тодэ                | sie wussten nicht    | ӧз кырӟалэ               | sie sangen nicht     |

##### Präteritum II
Das Präteritum II ist eine Vergangenheitsform, die die direkte Evidentialität markiert. Es ist mit dem englischen Perfekt zu vergleichen, wo der Sprecher das vergangene Ereignis nicht persönlich beobachtet hat. Das Präteritum II wird durch (э)м/(е)м markiert.
Zu den normalen Personalsuffixen wird der Marker des Präsens Indikativ -(ӥ)ськ-/-(и)ськ- in der 1.P SG/PL vorangestellt. In der 2. und 3P PL erscheint der frequentive Verbmarker -лля-. In der 3.P SG gibt es kein Personalsuffix, dies kann manchmal auch in der 3.P PL der Fall sein.
| Präteritum II | Präteritum II          | Präteritum II                     | Präteritum II            | Präteritum II                      |
| Person        | тодыны (Konjugation I) | Deutsch                           | кырӟаны (Konjugation II) | Deutsch                            |
| Singular      | Singular               | Singular                          | Singular                 | Singular                           |
| ------------- | ---------------------- | --------------------------------- | ------------------------ | ---------------------------------- |
| 1.P           | тодӥськем              | ich habe offensichtlich gewusst   | кырӟаськем               | ich habe offensichtlich gesungen   |
| 2.P           | тодэмед                | du hast offensichtlich gewusst    | кырӟамед                 | du hast offensichtlich gesungen    |
| 3.P           | тодэм                  | er/sie hat offensichtlich gewusst | кырӟам                   | er/sie hat offensichtlich gesungen |
| Plural        |                        |                                   |                          |                                    |
| 1.P           | тодӥськеммы            | wir haben offensichtlich gewusst  | кырӟаськемм(ы)           | we haben offensichtlich gesungen   |
| 2.P           | тодӥллямды             | ihr habt offensichtlich gewusst   | кырӟаллямды              | ihr habt offensichtlich gesungen   |
| 3.P           | тодӥллям(зы)           | sie haben offensichtlich gewusst  | кырӟаллям(зы)            | sie haben offensichtlich gesungen  |

Das negative Präteritum II wird entweder durch das Einbinden der Hilfskopula ӧвӧл „nicht“ an ein Negationsverb gebildet oder mit dem Negationsmarker -мтэ-.
| Präteritum II negativ | Präteritum II negativ            | Präteritum II negativ                   | Präteritum II negativ                | Präteritum II negativ                    |
| Person                | тодыны (Konjugation I)           | Deutsch                                 | кырӟаны (Konjugation II)             | Deutsch                                  |
| Singular              | Singular                         | Singular                                | Singular                             | Singular                                 |
| --------------------- | -------------------------------- | --------------------------------------- | ------------------------------------ | ---------------------------------------- |
| 1.P                   | тодӥськымтэе ~ ӧвӧл тодӥськем    | ich habe offensichtlich nicht gewusst   | кырӟаськымтэе ~ ӧвӧл кырӟаськем      | ich habe offensichtlich nicht gesungen   |
| 2.P                   | тодымтэед ~ ӧвӧл тодэмед         | du hast offensichtlich nicht gewusst    | кырӟамтэед ~ ӧвӧл кырӟамед           | du hast offensichtlich nicht gesungen    |
| 3.P                   | тодымтэ ~ ӧвӧл тодэм             | er/sie hat offensichtlich nicht gewusst | кырӟамтэ ~ ӧвӧл кырӟам               | er/sie hat offensichtlich nicht gesungen |
| Plural                |                                  |                                         |                                      |                                          |
| 1.P                   | тодӥськымтэмы ~ ӧвӧл тодӥськеммы | wir haben offensichtlich nicht gewusst  | кырӟаськымтэмы ~ ӧвӧл кырӟаськемм(ы) | wir haben offensichtlich nicht gesungen  |
| 2.P                   | тодӥллямтэды ~ ӧвӧл тодӥллямды   | ihr habt offensichtlich nicht gewusst   | кырӟаллямтэды ~ ӧвӧл кырӟаллямды     | ihr habt offensichtlich nicht gesungen   |
| 3.P                   | тодӥллямтэ ~ ӧвӧл тодӥллям(зы)   | sie haben offensichtlich nicht gewusst  | кырӟаллямтэ ~ ӧвӧл кырӟаллям(зы)     | sie haben offensichtlich nicht gesungen  |

##### Hilfsformen der Vergangenheit
Im Udmurtischen gibt es vier Vergangenheitsformen, die eine Form des Präteritums im Hauptverb nutzen, und eine Präteritumsform beim Hilfsverbs „sein“.

###### Plusquamperfekt I
Das udmurtische Plusquamperfekt macht in der 3.P SG vom Präteritum I des Hauptverbs und dem Auxiliar вал „war“ Gebrauch. Das Plusquamperfekt I drückt einen Handlungsprozess aus, der in der Vergangenheit passiert ist.
| Plusquamperfekt I | Plusquamperfekt I      | Plusquamperfekt I  | Plusquamperfekt I        | Plusquamperfekt I   |
| Person            | тодыны (Konjugation I) | Deutsch            | кырӟаны (Konjugation II) | Deutsch             |
| Singular          | Singular               | Singular           | Singular                 | Singular            |
| ----------------- | ---------------------- | ------------------ | ------------------------ | ------------------- |
| 1.P               | тодӥ вал               | ich hatte gewusst  | кырӟай вал               | ich hatte gesungen  |
| 2.P               | тодӥд вал              | du hattest gewusst | кырӟад вал               | du hast gesungen    |
| 3.P               | тодӥз вал              | er/sie hat gewusst | кырӟаз вал               | er/sie hat gesungen |
| Plural            |                        |                    |                          |                     |
| 1.P               | тодӥм(ы) вал           | wir hatten gewusst | кырӟам(ы) вал            | wir hatten gesungen |
| 2.P               | тодӥды вал             | ihr hattet gewusst | кырӟады вал              | ihr hattet gesungen |
| 3.P               | тодӥзы вал             | sie hatten gewusst | кырӟазы вал              | sie hatten gesungen |

Das negative Plusquamperfekt wird durch das negative Präteritum I und das Auxiliar вал gebildet.
| Plusquamperfekt I negativ | Plusquamperfekt I negativ | Plusquamperfekt I negativ  | Plusquamperfekt I negativ | Plusquamperfekt I negativ   |
| Person                    | тодыны (Konjugation I)    | Deutsch                    | кырӟаны (Konjugation II)  | Deutsch                     |
| Singular                  | Singular                  | Singular                   | Singular                  | Singular                    |
| ------------------------- | ------------------------- | -------------------------- | ------------------------- | --------------------------- |
| 1.P                       | ӧй тоды вал               | ich hatte nicht gewusst    | ӧй кырӟа вал              | ich hatte nicht gesungen    |
| 2.P                       | ӧд тоды вал               | du hattest nicht gewusst   | ӧд кырӟа вал              | du hast nicht gesungen      |
| 3.P                       | ӧз тоды вал               | er/sie hatte nicht gewusst | ӧз кырӟа вал              | er/sie hatte nicht gesungen |
| Plural                    |                           |                            |                           |                             |
| 1.P                       | ӧм тодэ вал               | wir hatten nicht gewusst   | ӧм кырӟалэ вал            | wir hatten nicht gesungen   |
| 2.P                       | ӧд тодэ вал               | du hattest nicht gewusst   | ӧд кырӟалэ вал            | du hattest nicht gesungen   |
| 3.P                       | ӧз тодэ вал               | sie hatten nicht gewusst   | ӧз кырӟалэ вал            | sie hatten nicht gesungen   |

###### Plusquamperfekt II
Es gibt zwei Konstruktionen des Plusquamperfekts II. Die erste bildet in der 3.P SG das Hauptverb im Präteritum II und wird durch das besitzanzeigende Personalsuffix und das Auxiliar вал gebeugt. In der anderen Form steht das Hauptverb im Präteritum II und das Verb „sein“ -вылэм- im Präteritum I. Das Plusquamperfekt II drückt das Ergebnis einer Handlung aus, die beendet ist, aber von niemandem beobachtet wurde.
| Plusquamperfekt II (тодыны) | Plusquamperfekt II (тодыны) | Plusquamperfekt II (тодыны) | Plusquamperfekt II (тодыны)         |
| Person                      | Plusquamperfekt II a        | Plusquamperfekt II b        | Deutsch                             |
| Singular                    | Singular                    | Singular                    | Singular                            |
| --------------------------- | --------------------------- | --------------------------- | ----------------------------------- |
| 1.P                         | тодэме вал                  | тодӥськем вылэм             | ich hatte offensichtlich gewusst    |
| 2.P                         | тодэмед вал                 | тодэмед вылэм               | du hattest offensichtlich gewusst   |
| 3.P                         | тодэм вал                   | тодэм вылэм                 | er/sie hatte offensichtlich gewusst |
| Plural                      |                             |                             |                                     |
| 1.P                         | тодэммы вал                 | тодӥськеммы вылэм           | wir hatten offensichtlich gewusst   |
| 2.P                         | тодэмды вал                 | тодӥллямды вылэм            | ihr hattet offensichtlich gewusst   |
| 3.P                         | тодэмзы вал                 | тодӥллям(зы) вылэм          | sie hatten offensichtlich gewusst   |

Das negative Plusquamperfekt wird in der 3.P SG entweder durch das Präteritum II des negativen Hauptverbs (markiert durch -мтэ-) mit einem besitzanzeigenden Personalsuffix und dem Auxiliar вал (Plusquamperfekt II a) gebildet oder mit dem negativen Präteritum II des Hauptverbs, markiert mit -мтэ-, und dem Hilfsverb vom Präteritum II вылэм.
| Präteritum II negativ (тодыны) | Präteritum II negativ (тодыны) | Präteritum II negativ (тодыны) | Präteritum II negativ (тодыны)          |
| Person                         | Plusquamperfekt II a           | Plusquamperfekt II b           | Deutsch                                 |
| Singular                       | Singular                       | Singular                       | Singular                                |
| ------------------------------ | ------------------------------ | ------------------------------ | --------------------------------------- |
| 1.P                            | тодымтэе вал                   | тодӥськымтэе вылэм             | ich hatte offensichtlich nicht gewusst  |
| 2.P                            | тодымтэед вал                  | тодымтэед вылэм                | du hattest offensichtlich nicht gewusst |
| 3.P                            | тодымтэ вал                    | тодымтэ вылэм                  | er/sie hat offensichtlich nicht gewusst |
| Plural                         |                                |                                |                                         |
| 1P                             | тодымтэмы вал                  | тодӥськымтэмы вылэм            | wir hatten offensichtlich nicht gewusst |
| 2.P                            | тодымтэды вал                  | тодӥллямтэды вылэм             | ihr hattes offensichtlich nicht gewusst |
| 3.P                            | тодымтэзы вал                  | тодӥллямтэ вылэм               | sie hatten offensichtlich nicht gewusst |

###### Duratives Präteritum
Das durative Präteritum des Udmurtischen ist mit dem past progressive des Englischen zu vergleichen. Seine Funktion kann als Ausdruck einer Handlung in der Vergangenheit beschrieben werden. Die Struktur besteht aus dem Präsens im Hauptverb und dem Präteritum im Hilfsverb. Der Aufbau des negativen durativen Präteritums besteht aus dem negativen Präsens im Hauptverb und dem im Präteritum stehenden Hilfsverb.
| duratives Präteritum (кырӟаны) | duratives Präteritum (кырӟаны) | duratives Präteritum (кырӟаны) | duratives Präteritum (кырӟаны) | duratives Präteritum (кырӟаны) |
| Person                         | Affirmativ                     | Deutsch                        | Negativ                        | Deutsch                        |
| Singular                       | Singular                       | Singular                       | Singular                       | Singular                       |
| ------------------------------ | ------------------------------ | ------------------------------ | ------------------------------ | ------------------------------ |
| 1.P                            | кырӟасько вал/вылэм            | Ich hatte gesungen             | уг кырӟаськы вал/вылэм         | ich hatte nicht gesungen       |
| 2.P                            | кырӟаськод вал/вылэм           | du hattest gesungen            | уд кырӟаськы вал/вылэм         | du hattest nicht gesungen      |
| 3.P                            | кырӟа вал/вылэм                | er/sie hatte gesungen          | уг кырӟа вал/вылэм             | er/sie hatte nicht gesungen    |
| Plural                         |                                |                                |                                |                                |
| 1.P                            | кырӟаськомы вал/вылэм          | wir hatten gesungen            | ум кырӟаське вал/вылэм         | wir hatten nicht gesungen      |
| 2.P                            | кырӟаськоды вал/вылэм          | ihr hattet gesungen            | уд кырӟаське вал/вылэм         | ihr hattet nicht gesungen      |
| 3.P                            | кырӟало вал/вылэм              | sie hatten gesungen            | уг кырӟало вал/вылэм           | sie hatten nicht gesungen      |

###### Frequentatives Präteritum
Das frequentative Präteritum im Udmurtischen drückt eine wiederholte Handlung aus der Vergangenheit aus. Es besteht aus dem Futur im Hauptverb und dem Hilfsverb im Präteritum. Das negative frequentative Präteritum besteht aus dem negativen Futur des Hauptverbs und dem Hilfsverb im Präteritum.
| Frequentative Präteritum (кырӟаны) | Frequentative Präteritum (кырӟаны) | Frequentative Präteritum (кырӟаны) | Frequentative Präteritum (кырӟаны) | Frequentative Präteritum (кырӟаны) |
| Person                             | Affirmativ                         | Deutsch                            | Negativ                            | Deutsch                            |
| Singular                           | Singular                           | Singular                           | Singular                           | Singular                           |
| ---------------------------------- | ---------------------------------- | ---------------------------------- | ---------------------------------- | ---------------------------------- |
| 1.P                                | кырӟало вал/вылэм                  | ich sang immer wieder              | уг кырӟа вал/вылэм                 | ich sang nicht immer wieder        |
| 2.P                                | кырӟалод вал/вылэм                 | du sangest immer wieder            | уд кырӟа вал/вылэм                 | du sangest nicht immer wieder      |
| 3.P                                | кырӟлоз вал/вылэм                  | er/sie sang immer wieder           | уз кырӟа вал/вылэм                 | er/sie sang nicht immer wieder     |
| Plural                             |                                    |                                    |                                    |                                    |
| 1.P                                | кырӟаломы вал/вылэм                | wir sangen immer wieder            | ум кырӟалэ вал/вылэм               | wir sangen nicht immer wieder      |
| 2.P                                | кырӟалоды вал/вылэм                | ihr sanget immer wieder            | уд кырӟалэ вал/вылэм               | ihr sanget nicht immer wieder      |
| 3.P                                | кырӟалозы вал/вылэм                | sie sangen immer wieder            | уз кырӟалэ вал/вылэм               | sie sangen nicht immer wieder      |

### Das Passiv
Udmurtisch hat keine separaten Affixe, um das Passiv auszudrücken. Die 3.P PL eines Verbs wird dazu gebraucht, um einen unbekannten und unbestimmten Agens auszudrücken.
| Passiv                     | Passiv                      | Passiv                      | Passiv                              |
| 3.P PL                     | Deutsch                     | Passiv                      | Deutsch                             |
| -------------------------- | --------------------------- | --------------------------- | ----------------------------------- |
| Соос ужало                 | sie arbeiten                | Татын ужало                 | (Menschen) arbeiten hier            |
| Соос удмурт сямен верасько | sie sprechen Udmurtisch     | Татын удмурт сямен верасько | Udmurtisch wird hier gesprochen     |
| Соос ӟуч сямен уг верасько | sie sprechen nicht Russisch | Татын ӟуч сямен уг верасько | Russisch wird hier nicht gesprochen |

### Modus
Das Udmurtische hat 3 unterschiedliche Modi: Indikativ, Konditional und Imperativ. Der Optativ tritt nur in einigen Dialekten des Udmurtischen auf.

#### Konditional
Das Konditional drückt eine unrealistische Handlung aus, die der Sprecher sich erhofft oder für möglich hält.
Der Marker des Konditionals ist -сал und zusammen mit den Peronsalsuffixen an den Verbstamm gebunden.
Die 3.P SG kann aber auch ohne Personalsuffix gebildet werden. Das negative Konditional wird in der 1.P SG mit dem Präteritum I und dem Negatiosverb ӧй ausgedrückt.
| Konditional (карыны) | Konditional (карыны) | Konditional (карыны) | Konditional (карыны) | Konditional (карыны)      |
| Person               | Affirmativ           | Deutsch              | Negativ              | Deutsch                   |
| Singular             | Singular             | Singular             | Singular             | Singular                  |
| -------------------- | -------------------- | -------------------- | -------------------- | ------------------------- |
| 1.P                  | карысал              | ich würde machen     | ӧй карысал           | ich würde nicht machen    |
| 2.P                  | карысалыд            | du würdest machen    | ӧй карысалыд         | du würdest nicht machen   |
| 3.P                  | карысал(ыз)          | er/sie würde machen  | ӧй карысал(ыз)       | er/sie würde nicht machen |
| Plural               |                      |                      |                      |                           |
| 1.P                  | карысалмы            | wir würden machen    | ӧй карысалмы         | wir würden nicht machen   |
| 2.P                  | карысалды            | du würdest machen    | ӧй карысалды         | du würdest nicht machen   |

#### Imperativ
Der Verbstamm wird für die 2.P SG imperativ verwendet. Wenn der Stamm eines Konjugation I-Verbs auf einen Konsonanten endet oder eine Silbe ist und auf einen Vokal endet, dann ist der kurze Stamm der Imperativ. Wenn der Stamm eines Konjugation I-Verbs auf zwei Konsonanten endet, markiert der gesamte Stamm den Imperativ.
Die 2.P PL Infinitiv wird bei Konjugation I-Verben mit -е(лэ)/-э(лэ) markiert und mit -лэ bei Konjugation II-Verben.
Das imperative negative Auxiliar ist эн und geht dem Infinite voran.
| Imperativ        | Imperativ             | Imperativ  | Imperativ               | Imperativ      | Imperativ               | Imperativ     |
| Person           | сиыны (Konjugation I) | Deutsch    | басьтыны(Konjugation I) | Deutsch        | вараны (Konjugation II) | Deutsch       |
| Singular         | Singular              | Singular   | Singular                | Singular       | Singular                | Singular      |
| ---------------- | --------------------- | ---------- | ----------------------- | -------------- | ----------------------- | ------------- |
| 2.P              | си!                   | iss!       | басьты!                 | nimm!          | вара!                   | sprich!       |
| Plural           |                       |            |                         |                |                         |               |
| 2.P              | сие(лэ)!              | iss!       | басьтэ(лэ)!             | nimm!          | варалэ!                 | sprich!       |
| Negativ Singular |                       |            |                         |                |                         |               |
| 2.P              | эн си!                | iss nicht! | эн басьты!              | nimm es nicht! | эн вара!                | sprich nicht! |
| Negativ Plural   |                       |            |                         |                |                         |               |
| 2.P              | эн сие(лэ)!           | iss nicht! | эн басьтэ(лэ)!          | nimm es nicht! | эн варалэ!              | sprich nicht! |

### Modale
Udmurtisch macht für modale Ausdrücke von morphosyntaktischen Strukturen flektierter Nomen und Verben mit einem Auxiliar Gebrauch.
Um die Fähigkeit auszudrücken, wird das Verb луынын, 'to be', in der 3.P SG (in allen Tempora) mit dem Subjekt im Genitiv flektiert. Das Verb wird im Präteritum II in der 3.P SG mit einem Personalsuffix und dem Past Partizip (э)м/(е)м gebildet.
| Udmurt                               | Deutsch                                  |
| ------------------------------------ | ---------------------------------------- |
| Тынад лыктемед луиз                  | du könntest kommen                       |
| Кышномуртлэн магазинэ мынемез ӧз луы | die Frau konnte nicht in den Laden gehen |

#### Desiderativ
Der Desiderativ ist eine Aktionsart des Verbs, die den Wunsch, die Aktion des Verbs auszuführen, ausdrückt. Das Verb потынын, 'to want', wird in der 3.P SG (in allen Tempora) mit dem Subjekt im Genitiv flektiert. Das Verb, zu welchem das Subjekt den Wunsch leitet, wird im Präteritum II in der 3.P SG mit einem Personalsuffix und dem Past Partizip (э)м/(е)м gebildet.
| Udmurt                                | English                                  |
| ------------------------------------- | ---------------------------------------- |
| Мынам иземе потэ                      | ich möchte schlafen                      |
| Кышномуртлэн магазинэ мынемез уг поты | die Frau möchte nicht in den Laden gehen |

#### Necessiv
Um Notwendigkeit auszudrücken, wird das Wort кулэ, „notwendig“ zusammen mit der Kopula in der 3.P SG (in allen Tempora) mit dem Subjekt im Dativ flektiert. Der Infinitiv des Verbs oder ein Objekt werden verwendet.
| Udmurt                     | Deutsch                      |
| -------------------------- | ---------------------------- |
| Солы трос лыдӟиськыны кулэ | er/sie braucht viel zu lesen |
| Мыным книга кулэ ӧвӧл      | ich brauche kein Buch        |

#### Permissiv
Um Permissivität (Erlaubnis) auszudrücken, wird das Verb яраны, 'to suit/to be valid' in der 3.P SG (in allen Tempora) mit dem Subjekt im Dativ flektiert. Der Infinitiv des Verbs, zu welchem das Subjekt Permissivität leitet, wird verwendet.
| Udmurt                | Deutsch                       |
| --------------------- | ----------------------------- |
| Мыным кошкыны яра-а?  | Darf ich gehen?               |
| Тӥледлы пырыны уг яра | Ihr dürft nicht hereinkommen. |

### Partizipien
Verben im Udmurtischen bilden ein Partizip im Präteritum, im Präsens und im Futur. Partizipien können in verschiedener Weise anders genutzt werden als gewöhnliche Adjektive. Zusätzlich zu den affirmativen Partizipien hat das Udmurtische Partizipien im Karitiv.

#### Präsens
Das Partizip Präsens: -(ӥ)сь/-(и)сь  drückt eine kontinuierliche Handlung aus. Es bindet sich an kurze Stämme bei Konjugation I-Verben.
Das Partizip Präsens im Karitiv lautet -(ӥ)сьтэм/-(и)сьтэм-.
| Affirmativ  | Deutsch               | Karitiv        | Deutsch                     |
| ----------- | --------------------- | -------------- | --------------------------- |
| лыдӟись ныл | ein Mädchen das liest | лыдӟисьтэм ныл | ein Mädchen das nicht liest |
| кырӟась пи  | ein Junge der singt   | кырӟасьтэм пи  | ein Junge der nicht singt   |

Zusätzlich zur Funktion eines attributiven Partizips dient das Partizip Präsens als nominalisierendes Derivationssuffix.
| as a participle | Deutsch                    | als Nomen  | Deutsch    |
| --------------- | -------------------------- | ---------- | ---------- |
| дышетскись ныл  | ein Mädchen das studiert   | дышетскись | Student/in |
| висись ныл      | ein Mädchen das krank wird | висись     | Patient/in |
| кырӟась ныл     | ein Mädchen das singt      | кырӟась    | Sänger/in  |

#### Präteritum
Dieses in diesem Artikel Past Partizip genannte Partizip lautet -(э)м/-(е)м. Es ist ein attributives Partizip, welches eine vollendete Handlung ausdrückt. Es bindet sich an kurze Stämme bei Konjugation I-Verben. Das Partizip Präsens im Karitiv lautet (э)мтэ/-(е)мтэ.
| Affirmativ   | Deutsch                      | Caritiv        | Deutsch                            |
| ------------ | ---------------------------- | -------------- | ---------------------------------- |
| лыктэм куно  | ein Gast, der angekommen war | лыктэмтэ куно  | ein Gast, der nicht angekommen war |
| пограм писпу | ein Baum, der gefällt wurde  | пограмтэ писпу | ein Baum, der nicht gefällt wurde  |
| лыӟем книга  | ein Buch, das gelesen wurde  | лыӟемтэ книга  | ein Buch, das nicht gelesen wurde  |

Das Past Partizip kann auch mit der Endung -(э)мын/-(е)мын gebildet werden. Es ist ein prädikatives Partizip, das eine vollendete Handlung ausdrückt.
| Udmurt          | Deutsch                  |
| --------------- | ------------------------ |
| Куно лыктэмын.  | Der Gast ist angekommen. |
| Писпу пограмын. | Der Baum ist gefällt.    |
| Книга лыӟемын.  | Das Buch wurde gelesen.  |

#### Futur
Das Partizip Futur lautet -(о)но. Es bindet sich an kurze Stämme bei Konjugation I-Verben. Im Karitiv lautet das Partizip Futur -(о)нтэм und drückt aus, dass etwas nicht möglich ist.
| Affirmativ      | Deutsch                           | Karitiv           | Deutsch                                             |
| --------------- | --------------------------------- | ----------------- | --------------------------------------------------- |
| пияно кышномурт | Eine Frau, die bald gebären wird. | пиянтэм кышномурт | Eine Frau, die nicht in Lage sein wird, zu gebären. |
| лыӟоно книга    | Ein Buch, das gelesen wird.       | лыӟонтэм книга    | Ein Buch, das nicht gelesen werden kann.            |

Es gibt auch ein modales Partizip, das dem Gerundium in seiner Funktion ähnlich ist. Es drückt die Fähigkeit aus, eine Handlung auszuführen oder dass es möglich ist, eine Handlung zu vollziehen. Das Partizip Futur lautet -мон. Es bindet sich an kurze Stämme bei Konjugation I-Verben.
| Udmurt       | Deutsch                                  |
| ------------ | ---------------------------------------- |
| лэсьтымон уж | Eine Arbeit, die ausgeführt werden kann. |
| улымон корка | Ein Haus, in dem jemand leben kann.      |

### Gerundien
Das Udmurtische hat vier Gerundien, von denen eines ein Karitiv ist und am ganzen Verbstamm angebracht ist. Ein Gerundium, welches ebenfalls ein Karitiv hat, wird im Präteritum II in der 3.P SG mit dem Past Partizip im instrumentalen oder elativen Kasus gebildet.
Das Gerundium auf -са, negiert auf -тэк (identisch mit dem Kasussuffix des Karitivs: -тэк), bildet Adverbien der Art und Weise sowie der Zeit (Gleichzeitigkeit und Vorzeitigkeit).
Das Gerundium auf -ку bildet Adverbien der Zeit.
Das Gerundium auf -тозь bildet ebenfalls Adverbien der Zeit, die den zeitlichen Rahmen oder das zeitliche Limit der Handlung oder des Vorgangs ausdrücken.
| Gerundien                                               | Gerundien                                                    |
| Udmurt                                                  | Deutsch                                                      |
| -са                                                     | -са                                                          |
| ------------------------------------------------------- | ------------------------------------------------------------ |
| Адями дыртыса мынэ                                      | Eine Person geht in Eile.                                    |
| Адями дыртытэк мынэ                                     | Eine Person geht ohne Eile.                                  |
| дышетскись малпаськыса пуке                             | Der Student sitzt dort und denkt                             |
| Атае, корка пырыса, ӝӧк сьӧры пукиз                     | Mein Vater saß am Tisch, als er in das Haus kam.             |
| -ку                                                     |                                                              |
| Лымыяку куазь шуныгес кариське                          | Es wird wärmer wenn es schneit                               |
| -тозь                                                   |                                                              |
| Туннэ шунды пукськытозь ты дурын улӥмы                  | Wir waren heute am Ufer des Flusses, bis zum Sonnenuntergang |
| Mи вуытозь, та ужез быдэсты                             | Beende die Arbeit, wenn wir dort ankommen.                   |
| Тэк пукытозь, книга коть лыӟы                           | Anstatt untätig zu sitzen, warum liest du nicht ein Buch     |
| Вуытозям та ужез быдэсты ~ Mон вуытозь, та ужез быдэсты | Beende die Arbeit, wenn ich dort ankomme                     |

Das Gerundium im Past Partizip wird entweder mit dem Instrumental -(э)мен/-(е)мен (Karitive -мтэен) oder dem Elativ -(э)мысь/-(е)мысь (Karitive -мтэысь) flektiert, denn beide haben die Grundbedeutung von „weil“.
| Gerundien                        | Gerundien                       |
| Udmurt                           | Deutsch                         |
| -(э)мен/-(е)мен                  | -(э)мен/-(е)мен                 |
| -------------------------------- | ------------------------------- |
| куазь зоремен                    | weil es aufhört zu regnen       |
| -(э)мысь/-(е)мысь                |                                 |
| куазь зоремысь                   | weil es aufhört zu regnen       |
| висись ӝуштемысь дугдӥз          | Der Patient hört auf zu stöhnen |
| Karitive                         |                                 |
| куазь зормтэен ~ куазь зормтэысь | weil es nicht aufhört zu regnen |

Besitzanzeigende Personalsuffixe können auch an-(э)м-/-(е)ме- Gerundien angebracht werden:
| Udmurt                                                                              | Deutsch                                                                                          |
| Affirmativ                                                                          | Affirmativ                                                                                       |
| ----------------------------------------------------------------------------------- | ------------------------------------------------------------------------------------------------ |
| Висеменым (~ висемысьтым) та ужез ас дыраз лэсьтыны ӧй быгаты                       | Ich konnte diese Arbeit nicht rechtzeitig beenden, weil ich krank war.                           |
| Karitiv                                                                             |                                                                                                  |
| Тазэ ужез дыраз лэсьтымтэеным (~ лэсьтымтэысьтым), мукетъëсыз туж кулэ ужъëс ӝегало | Andere wichtige Dinge haben sich verzögert, weil ich diesen Job nicht rechtzeitig erledigt habe. |

## Wortbildung
In der udmurtischen Wortbildung gibt es ein paar Hauptableitungssuffixe.

### Nomen
Udmurtisch besitzt das produktive deverbalisierende Nomalsuffix -(о)н/-(ë)н. Dieses Suffix ist hinten an den Stamm des Konjunktiv I angebracht und -н ist hinten an den Stamm des Konjunktiv II angebracht. Die Funktion dieser Suffixe ist sehr vielfältig. Diese deverbaliserenden Affixe werden häufig in folgenden Fällen gebraucht:
1. Es drückt die Handlung durch das Verb aus:
| Verb      | Englisch | Deutsch  | Nomen    | Englisch     | Deutsch          |
| --------- | -------- | -------- | -------- | ------------ | ---------------- |
| сылыны    | to stand | stehen   | сылон    | (a) standing | (ein) Stand      |
| ӝуаны     | to burn  | brennen  | ӝуан     | (a) burning  | (ein) Brand      |
| куасьмыны | to dry   | trocknen | куасьмон | (a) drying   | (eine) Trocknung |

2. Es drückt das Ergebnis der Handlung aus:
| Verb    | Englisch | Deutsch  | Nomen  | Englisch  | Deutsch  |
| ------- | -------- | -------- | ------ | --------- | -------- |
| вормыны | to win   | gewinnen | вормон | a victory | ein Sieg |
| кырӟаны | to sing  | singen   | кырӟан | a song    | ein Lied |

3. Es drückt ein Instrument oder Werkzeug aus, das durch die Handlung gekennzeichnet ist:
| Verb    | Englisch | Deutsch | Nomen  | Englisch | Deutsch    |
| ------- | -------- | ------- | ------ | -------- | ---------- |
| портыны | to drill | üben    | портон | a drill  | eine Übung |

4. Es drückt den Fokus einer Handlung aus:
| Verb  | Englisch | Deutsch | Nomen | Englisch | Deutsch |
| ----- | -------- | ------- | ----- | -------- | ------- |
| сиыны | to eat   | essen   | сиëн  | food     | Essen   |
| юыны  | to drink | trinken | юон   | drink    | Getränk |

Die meisten dieser Ableitungen haben sowohl abstrakte als auch konkrete Bedeutungen. Die Ableitung kann sowohl die Handlung des Verbs als auch des Ergebnisses oder des Instruments ausdrücken:
| Verb    | Englisch      | Deutsch      | Nomen  | Englisch                           | Deutsch   |
| ------- | ------------- | ------------ | ------ | ---------------------------------- | --------- |
| пукыны  | to sit        | sitzen       | пуконы | (a) sitting, a seat, a chair       | ein Sitz  |
| висьыны | to become ill | krank werden | висëн  | getting ill, a disease, an illness | Krankheit |
| шудыны  | to play       | spielen      | шудон  | playing, play, a toy, a plaything  | Spiel     |

Deverbalisierte nominale Ableitungen können als Qualifikationen von Kollokationen, wie юон ву „Trinkwasser“ fungieren.

### Adjektive
Udmurtisch hat die denominalisierenden Adjektiv-Suffixe -о/-ë und Karritive -тэм. Die Adjektive, die durch das Suffix -о/-ë gebildet werden, geben den Zustand einer Qualität, eines Merkmals oder eines Phänomens des Grundwortes oder des Besitzes des Referenten an. Die Adjektive, die durch das Suffix -тэм gebildet werden, äußern den Mangel an Qualität, Merkmal, Phänomen oder Referent. Dieses Suffix kann mit dem Präfix un- oder Suffix -less im Englischen verglichen werden.
| Adjektivische derivationelle Suffixe | Adjektivische derivationelle Suffixe | Adjektivische derivationelle Suffixe | Adjektivische derivationelle Suffixe | Adjektivische derivationelle Suffixe           | Adjektivische derivationelle Suffixe |
| Nominal                              | Englisch                             | Deutsch                              | Beispiel                             | Englisch                                       | Deutsch                              |
| -о/-ë                                | -о/-ë                                | -о/-ë                                | -о/-ë                                | -о/-ë                                          | -о/-ë                                |
| ------------------------------------ | ------------------------------------ | ------------------------------------ | ------------------------------------ | ---------------------------------------------- | ------------------------------------ |
| визь                                 | sense                                | Sinn                                 | визьмо адями                         | a wise person                                  | eine weise Person                    |
| кужым                                | strength                             | Stärke                               | кужымо ки                            | a strong hand                                  | eine starke Hand                     |
| шуд                                  | luck                                 | Glück                                | шудо нылпи                           | a lucky child                                  | ein glückliches Kind                 |
| куар                                 | leaf                                 | Blatt                                | куаро писпу                          | a leafy tree (a tree with leaves)              | ein blättriger Baum                  |
| туш                                  | beard                                | Bart                                 | тушо пиосмурт                        | a bearded man (a man with a beard)             | ein bärtiger Mann                    |
| -тэм                                 |                                      |                                      |                                      |                                                |                                      |
| шуд                                  | luck                                 | Glück                                | шудтэм нылпчагыр                     | an unlucky child                               | ein unglückliches Kind               |
| туш                                  | beard                                | Bart                                 | туштэм пиосмурт                      | a beardless man (a man with no beard)          | ein bartloser Mann                   |
| нылпи                                | child                                | Kind                                 | нылпитэм семъя                       | a childless family (a family with no children) | eine kinderlose Familie              |

Adjektive, die durch das -ӧ-Suffix gebildet werden, können auch ein Qualifikationsmerkmal haben:
| Nominal   | Englisch | Deutsch     | Beispiel       | Englisch                                      | Deutsch                 |
| --------- | -------- | ----------- | -------------- | --------------------------------------------- | ----------------------- |
| чагыр син | blue eye | blaues Auge | чагыр сино ныл | a blue-eyed girl                              | ein blauäugiges Mädchen |
| кузь ки   | long arm | langer Arm  | кузь киë адями | a long-armed person (a person with long arms) | eine langarmige Person  |

Udmurtisch hat auch mäßige Adjektiv-Suffixe (-алэс, -мыт and -пыр(ъем)), die eine etwas größere, aber nicht vollständige Menge an Qualität einer Adjektivbasis ausdrücken, meist eine Farbe oder ein Aroma. Sie können mit dem englischen Suffix -ish verglichen werden. Das Suffix -мыт wird nicht automatisch mit dem Geschmack assoziiert, aber in dem südlichen udmurtischen Dialekt schon.
| Moderative adjektivisch-derivationale Suffixe | Moderative adjektivisch-derivationale Suffixe | Moderative adjektivisch-derivationale Suffixe | Moderative adjektivisch-derivationale Suffixe | Moderative adjektivisch-derivationale Suffixe | Moderative adjektivisch-derivationale Suffixe |
| Nominal                                       | Englisch                                      | Deutsch                                       | Beispiel                                      | Englisch                                      | Deutsch                                       |
| --------------------------------------------- | --------------------------------------------- | --------------------------------------------- | --------------------------------------------- | --------------------------------------------- | --------------------------------------------- |
| вож                                           | green                                         | grün                                          | вожалэс ~ вожмыт ~ вожпыръем дэрем            | a greenish shirt                              | ein grünliches T-Shirt                        |
| лыз                                           | blue                                          | blau                                          | лызалэс ~ лызмыт ~ лызпыръем кышет            | a blueish scarf                               | ein bläulicher Schal                          |
| сьӧд                                          | black                                         | schwarz                                       | сьӧдалэс ~ сьӧдмыт ~ сьӧдпыръем йырси         | blackish hair                                 | ein schwärzlicher Stuhl                       |
| курыт                                         | bitter                                        | bitter                                        | курыталэс ~ курытпыръем кияр                  | a rather bitter cucumber                      | eine eher bittere Gurke                       |

### Verben
In der udmurtischen Grammatik heißt der lexikalische Aspekt von Verben verbaler Aspekt. Udmurtische Verben können in zwei Kategorien unterteilt werden: Momentane Verben und frequentative Verben. Die Transitivität eines Verbs stützt sich hauptsächlich darauf, ob das Verb häufig ist oder nicht.
In der Udmurt-Wortbildung können Verben durch häufige oder ursächliche deverbalisierende Suffixe abgeleitet werden.

#### Momentane
Der momentane Aspekt der Udmurt-Verben drückt die Handlung (Zustand des Seins oder Prozesses) aus, die nur einmal geschieht. Es gibt keinen transparenten Basis-Momentan-Marker (vgl. Finnische Momentan-Verben). Zum Beispiel, лыӟыны. Jedoch kann ein kausatives -т- Momentanität bezeichnen und diese Verben können in häufige Verben abgeleitet werden.

#### Frequentive
Der frequentive Aspekt drückt aus, dass die Handlung (Zustand des Seins oder Prozesses) nicht nur einmal passiert. Die Aktion ist kontinuierlich oder häufig. Es gibt verschiedene häufige Marker, die gewöhnlich ein л. Der frequentive Aspekt bedeutet jedoch nicht die kontinuierliche Wiederholbarkeit.
Die frequentiven deverbalisierenden Affifikationen in Udmurtisch sind -иськы-/-ӥськы-, die dem Infinitivmarker ны vorangestellt sind.
| Frequentive Derivation | Frequentive Derivation | Frequentive Derivation | Frequentive Derivation | Frequentive Derivation | Frequentive Derivation  | Frequentive Derivation |
| Basis                  | Englisch               | Deutsch                |                        | Derivation             | Englisch                | Deutsch                |
| -л-                    | -л-                    | -л-                    | -л-                    | -л-                    | -л-                     | -л-                    |
| ---------------------- | ---------------------- | ---------------------- | ---------------------- | ---------------------- | ----------------------- | ---------------------- |
| лыдӟыны                | to read                | lesen                  | →                      | лыдӟылыны              | to read (often)         | oft lesen              |
| лыктыны                | to come                | erscheinen             | →                      | лыктылыны              | to come (often)         | oft erscheinen         |
| юыны                   | to drink               | trinken                | →                      | юылыны                 | to drink (often)        | oft trinken            |
| -лля-                  |                        |                        |                        |                        |                         |                        |
| ужаны                  | to work                | arbeiten               | →                      | ужалляны               | to work (often)         | oft arbeiten           |
| кораны                 | to chop                | schneiden              | →                      | коралляны              | to chop (often)         | oft schneiden          |
| -а-/-я-                |                        |                        |                        |                        |                         |                        |
| пырыны                 | to step inside         | eintreten              | →                      | пыраны                 | to step inside (often)  | oft eintreten          |
| потыны                 | to step outside        | austreten              | →                      | потаны                 | to step outside (often) | oft austreten          |
| гожтыны                | to write               | schreiben              | →                      | гожтъяыны              | to write (often)        | oft schreiben          |

Einige verbale Ableitungen, die dem Muster потыны → потаны folgen, haben parallel frequentive Ableitungen und können an einer bereits frequentiven Ableitung angebracht werden:
тубыны 'to rise', 'ansteigen' → тубылыны 'to rise (often)', „(oft) ansteigen“
тубыны 'to rise', 'ansteigen' → тубаны → тубалляны 'to rise (often)', „(oft) ansteigen“
Ein weiteres frequentives Affix eines Verbes ist -иськы-/-ӥськы-, das historisch mit dem finnischen frequentiven Derivatensuffix -skele- verwandt ist. Frequentive Verben mit -иськы-/-ӥськы- können von den oben erwähnten Ableitungen verschieden sein. -иськы-/-ӥськы- sind nicht semantisch frequentiert.
| Udmurtisch                | Englisch                   | Deutsch             |
| ------------------------- | -------------------------- | ------------------- |
| мон лыдӟиськыны яратӥсько | I like to read (generally) | ich mag es zu lesen |
| мон книга лыдӟӥсько       | I am reading a book        | ich lese ein Buch   |